# YinYang Media Verlag
Der YinYang Media Verlag wurde 1999 von Regina Berlinghof in Kelkheim (Taunus) im Main-Taunus-Kreis in Hessen gegründet, wo er nach wie vor seinen Sitz hat. Es handelt sich um einen kleinen, weitgehend von der Verlegerin allein betriebenen, aber vor allem auf dem Gebiet der orientalischen Mystik und Lyrik durch Spezialisierung profilierten literarischen Verlag. Sein Motto lautet: „Literatur, Spiritualität und freier Geist“.

## Verlagsprogramm
Den Schwerpunkt des Programms bilden die Dichtungen von klassischen orientalischen und fernöstlichen Mystikern wie Hafis (auch Hafez), Omar Chayyām (auch Omar Khayyam), Sa'di, Kabir und Mirabai. Die Auswahl dieser Autoren für das Verlagsprogramm erfolgte auch unter dem Gesichtspunkt, dass sie in ihrer Zeit gegen verkrustete religiöse Dogmen, Bigotterie, Fanatismus und Fundamentalismus dichteten, was, neben der literarischen Qualität von Weltrang, heutzutage ein aktuelles Interesse an ihren Texten begründen kann. Die Werke dieser Dichter bringt der Verlag teils in Übersetzung aus den Originalsprachen, teils in den freien Nachdichtungen Hans Bethges.
Die 2006 im YinYang Media Verlag erschienene Ausgabe der Verse der indischen Dichterin Mirabai ist die erste deutschsprachige Werkausgabe dieser Autorin. Die Übersetzung aus dem Rajasthani wurde unter anderem vom National Book Trust, India (NBT) gefördert, der auch eine Neuübersetzung von Versen des Mystikers Kabir (in Auswahl) unterstützte.
Hans Bethges in zwölf Bänden neu aufgelegte Nachdichtungen klassischer Lyrik Arabiens, der Türkei, Armeniens, Persiens (des Iran), Indiens, der mittelasiatischen Völker, Chinas und Japans liegen im YinYang Media Verlag zum ersten Mal komplett vor. Sie inspirierten viele Komponisten zu Vertonungen; berühmtestes Beispiel ist Gustav Mahlers Das Lied von der Erde nach Versen aus Die chinesische Flöte.
Im Jahr 2007 erschienen eine Ausgabe der altchinesischen Volkslieder (Guofeng) aus dem Buch der Lieder (Shijing) und – erstmals im deutschen Sprachraum – ein Band über den chinesischen Chan-Buddhismus mit dem Titel Die Dichtung des Chan-Buddhismus, beide von Hans-Günter Wagner übersetzt und herausgegeben.
Das Verlagsprogramm enthält ferner Romane und Erzählungen mit spirituellem Hintergrund und die „edition Märchen“. Seit 2020 erschienen einzelne Titel auch als E-Book.

## Presse-Echo
Im Zusammenhang mit der Frankfurter Buchmesse 2006, die das Schwerpunktthema „Indien“ hatte, fand die Arbeit des YinYang Media Verlags verstärkte Beachtung in der Presse. Die Frankfurter Allgemeine Zeitung sprach von „Kostbarkeiten“ in seinem Programm, die Fachzeitschrift Südasien von einer „große[n] editorische[n] Leistung“. Die Zeitschrift Christ in der Gegenwart bescheinigte dem Verlag, er bemühe sich „mit Ehrgeiz und Engagement um die mystische Weltliteratur“.

## Belege
1. ↑  Martin Kämpchen: Die Glitzernächte von Bombay. Schwarze Notizen aus Maximum City: Die Buchmesse bringt indische Literatur an den deutschen Leser. Frankfurter Allgemeine Zeitung vom 30. September 2006, S. 46
2. ↑  Reinhold Schein in: Buchrezensionen. Südasien 2–3/2006 vom 25. September 2006, S. 110
3. ↑  Martin Kämpchen: „Er sorgt für sie alle – Er sorgt für dich.“ Indische Literatur, indische Mystik: Bücherschau 2006. Christ in der Gegenwart, Nr. 41 vom 8. Oktober 2006, S. 336